# Epiphragma hirtistylatum
Epiphragma hirtistylatum är en tvåvingeart som beskrevs av Alexander 1939. Epiphragma hirtistylatum ingår i släktet Epiphragma och familjen småharkrankar.
Artens utbredningsområde är Ecuador. Inga underarter finns listade i Catalogue of Life.